# 盾天蛾属
盾天蛾属为天蛾科的一个属。该属的模式种为（Phyllosphingia dissimilis）。盾天蛾是一个单型属，在东亚地区广泛分布。该物种特征明显，前翅中部有一个盾形斑纹，据此得名，且停歇时后翅常外露在前翅上方。

## 下属物种
本属包括以下物种：
- 盾天蛾 Phyllosphingia dissimilis Bremer, 1861
  - 盾天蛾指名亚种 Phyllosphingia dissimilis dissimilis Bremer, 1861
  - 盾天蛾盾斑亚种 Phyllosphingia dissimilis hoenei
  - 盾天蛾双斑亚种 Phyllosphingia dissimilis perundola
  - 紫光盾天蛾 Phyllosphingia dissimilis sinensis Jordan, 1928，盾天蛾紫光亚种
- Phyllosphingia perundulans